# 17028 Frankstadermann
17028 Frankstadermann este o planetă minoră (asteroid), cu un diametru de 1,951 km, din centura de asteroizi. A fost descoperită pe 18 martie 1999 la Observatorul Național Kitt Peak de Spacewatch. 
Obiectul prezintă o orbită caracterizată de o semiaxă mare de 2,2252243 UAi, o excentricitate de 0,21, o înclinație de 4,52416 ° în raport cu ecliptica.